# Abdoul Salam Sow
Abdoul Salam Sow (né le 13 août 1970 à Conakry en Guinée) est un joueur de football international guinéen, qui évoluait au poste de Milieu .

## Biographie

### Carrière en sélection
Avec l'équipe de Guinée, il joue entre 1993 et 2005. 
Il figure notamment dans le groupe des sélectionnés lors des CAN de 1994, de 1998 et de 2004.
Il joue également 17 matchs comptant pour les tours préliminaires des coupes du monde 1994, 1998, 2002 et 2006.
Il dispute enfin la Coupe du monde des moins de 16 ans 1985 organisée en Chine.
Abdou Salam Sow est originaire de S/Préfecture de Saramoussaya,Préfecture de Mamou